# Mesomima tmetoleuca
Mesomima tmetoleuca är en fjärilsart som beskrevs av Louis Beethoven Prout. Mesomima tmetoleuca ingår i släktet Mesomima och familjen mätare. Inga underarter finns listade i Catalogue of Life.